# Demetrius Knight
Demetrius T. Knight Jr. (21 luglio 2000) è un giocatore di football americano statunitense che milita nel ruolo di linebacker per i Cincinnati Bengals della National Football League (NFL).

## Carriera universitaria

### Georgia Tech
Knight giocò quattro stagioni a Georgia Tech dal 2019 al 2022, disputando 36 partite, con 51 tackle, un sack, 2 passaggi deviati, 2 fumble forzati e uno recuperato. Dopo la stagione 2022 optò per cambiare istituto.

### Charlotte
Knight si trasferì alla University of North Carolina at Charlotte. Nella sua unica stagione con la squadra mise a segno 96 placcaggi, 3 intercetti e un touchdown. A fine anno decise di cambiare nuovamente istituto.

### South Carolina
Knight si trasferì ai South Carolina Gamecocks. Nella settimana 10 fece registrare 7 tackle nella vittoria per 28-7 su Vanderbilt. Nell'ultimo turno della stagione regolare intercettò il quarterback Cade Klubnik a 12 secondi dal termine della gara, permettendo alla sua squadra di battere Clemson.

## Carriera professionistica

### Cincinnati Bengals
Knight fu scelto nel corso del secondo giro (49º assoluto) del Draft NFL 2025 dai Cincinnati Bengals.

## Vita privata
Knight è cugino dell'ex defensive back Pro Bowler DeAngelo Hall e un lontano cugino delle cantanti Aretha Franklin e Gladys Knight.